# Zaciąg wojska w województwie lubelskim w 1648 roku

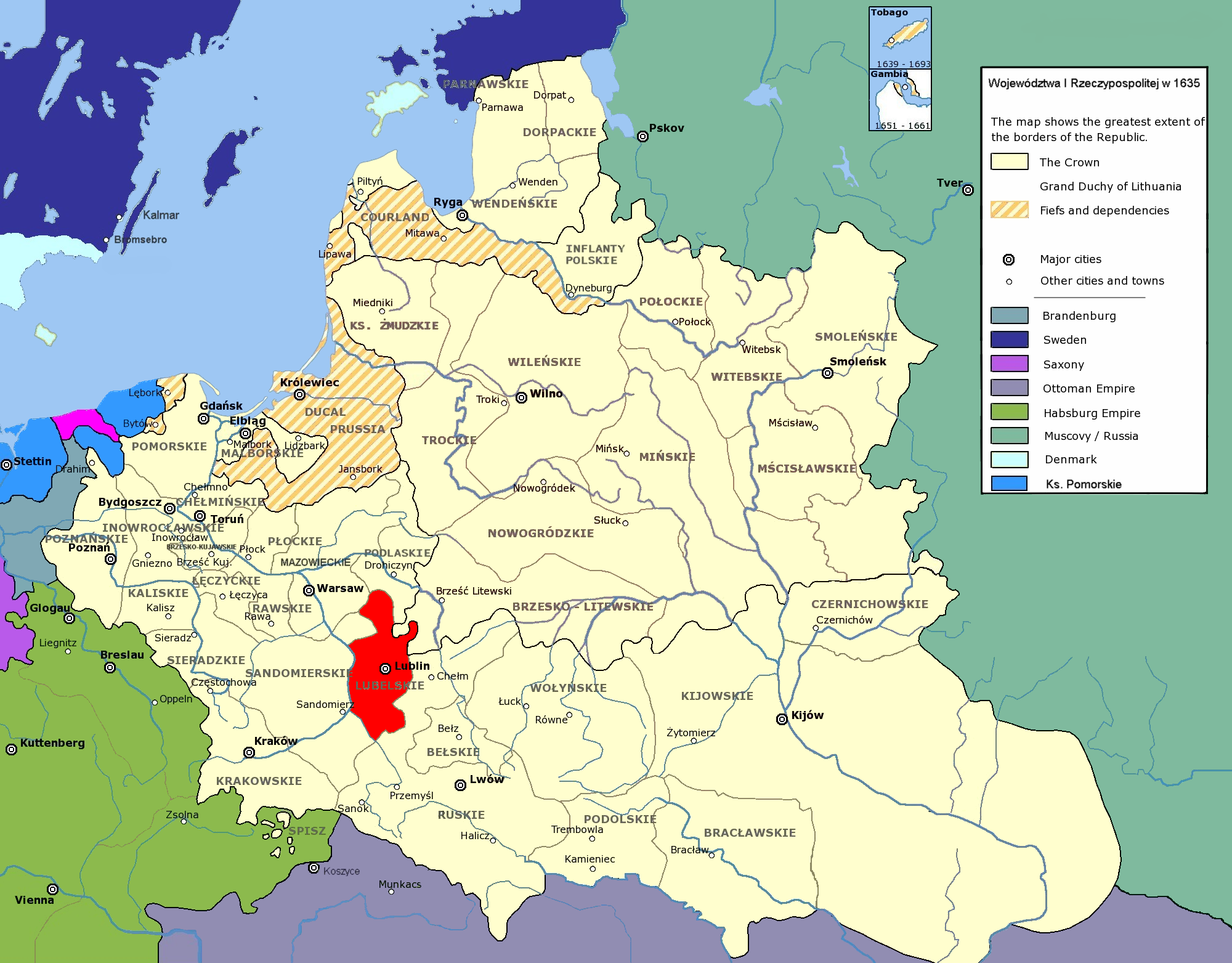
Województwo lubelskie na mapie Rzeczypospolitej Obojga Narodów w XVII wieku

Zaciąg wojska w województwie lubelskim w 1648 roku – zaciąg wojska na przełomie wiosny i lata 1648, w trakcie powstania Chmielnickiego, już po przegranych bitwach pod Korsuniem i nad Żółtymi Wodami.
Dowództwo nad siłami objął płk Zbigniew Firlej, starosta lubelski.

## Skład i stan liczebny
- Husaria:
  - Zbigniew Firlej, starosta lubelski - 100
  - Florian Słupecki - 100
- Jazda kozacka (wszystkie chorągwie po 100 koni):
  - Zbigniew Firlej
  - Bartosz Kazanowski, starosta łukowski
  - Remigian Jędrzejowski, łowczy lubelski
  - Paweł Spinka